# 宝带门
宝带门，又稱小東門，是上海明、清時代的城門。

## 位置
宝带门位于今上海市黄浦区的人民路与中华路两条半圆形环路的东部交界处，东西向道路为方浜中路、方浜东路以及东门路（两路相隔十余米）。

## 历史
明代嘉靖年间，为防备倭寇入侵而修筑上海城墙，宝带门为当时开辟的6座城门之一。
宝带门门外即黄浦江码头和十六铺商业区，门内直通城隍庙商业区，历来为上海老城的繁盛之地。

### 拆除
1912年（民国元年），上海拆除城墙，宝带门被拆除。护城河被填筑，改为民国路（人民路）与中华路。此后小東門继续作为地名和电车站名存在。今小东门内的方浜中路辟为“上海老街”。此处还存在一条“宝带弄”。